# Харика Дронавали
Харика Дронавали (на английски: Harika Dronavalli) е индийска шахматистка, носителка на званията гросмайстор за жени и международен майстор.

## Биография
Дронавали е родена в Guntur, щата Андхра Прадеш, югоизточна Индия. Научава се да играе шахмат на осемгодишна възраст от баща си Рамеш. Постепенно става известна след като спечелва азиатските първенства за момичета до 10 години и после до 12 години. През 2002 г. става шампионка на Индия при девойките до 20 години.
Носителка е на три световни титли. През 2004 г. спечелва световно за момичета до 14 г. в Ираклион, Гърция, а две години по-късно световното за момичета до 18 години в Батуми, Грузия. През 2008 г. става световна шампионка за девойки до 20 години в Газиантеп, Турция. Същата година получава индийската награда Arjuna, заради високите си индивидуални постижения в областта на шахмата.
Наградена е с титла гросмайстор за жени през 2004 г. Покрива необходимите норми за званието на следните турнири: „Commonwealth Championship“ (2003), Азиатско първенство за жени (2003) и „Commonwealth Championship“ (2004).
През 2008 г. участва на шахматната олимпиада в Дрезден, Германия, където се състезава на първа дъска. Изиграва 10 партии, постигайки в тях 2 победи и 6 ремита. В седмия кръг на турнира среща българската шахматистка Антоанета Стефанова, срещу която постига реми. Индийката допуска две загуби, които са срещу световната шампионка при жените за 2008 г. Александра Костенюк и арменската гросмайсторка за жени Елина Даниелян. Същата година Дронавали участва на „Европейската клубна купа“ в Калитеа (Гърция), където се състезава за руския отбор „Економист Саратов“. Индийката играе на втора дъска и приключва участието си с резултат 4/5 т.
В интервю за сайта Chessbase.com споделя, че мечтае да върви по стъпките на Юдит Полгар.
През януари 2009 г. има ЕЛО коефициент от 2473. Това я поставя на 4-то място при девойките до 20 години и на 24-то място при жените в световните класации на ФИДЕ.
През декември 2010 г. участва на световното първенство за жени в Антакия, Турция. Там Дронавали достига до четвъртфинал, където е отстранена от китайската шахматистка Руан Луфей след тайбрек. В двете редовни партии по класически шахмат състезателките завършват реми, но в последвалия тайбрек от две партии по ускорен шахмат Дронавали постига загуба и реми.

## Турнирни постижения
- 2008 – Москва (3 – 5 м. на „Москва Опен“ в турнира за жени с Наталия Жукова и Катерина Лахно)[7]
- 2008 – Гибралтар (1 – 4 м. на „Гибтелеком Мастърс“ с Кетеван Арахамия, Виктория Чмилите и Антоанета Стефанова)[8]